# 夏にあわてないで/美人物語
『夏にあわてないで/美人物語』（なつにあわてないで、びじんものがたり）は、1984年7月25日に徳間音楽工業から発売された太田貴子の4thシングル。7JAS-10。

## 概要
太田貴子が5代目サンデーズとしてレギュラー出演しているNHK総合テレビの音楽番組・『レッツゴーヤング』のオリジナルソング。

## 収録内容
| 全作曲: 玉置浩二、全編曲: 松原正樹。 |                      |            |            |      |
| #                                    | タイトル             | 作詞       | 作曲・編曲 | 時間 |
| 1.                                   | 「夏にあわてないで」 | 来生えつこ | 玉置浩二   | 3:44 |
| 2.                                   | 「美人物語」         | 恩田久義   | 玉置浩二   | 3:41 |
| 合計時間:                            | 合計時間:            | 合計時間:  | 7:25       |      |

## 収録アルバム
- CREAMY TAKAKO（両曲とも、1984年8月25日）
- CREAMY TAKAKO SPECIAL（両曲とも、1985年6月25日）